# Urho Toivola

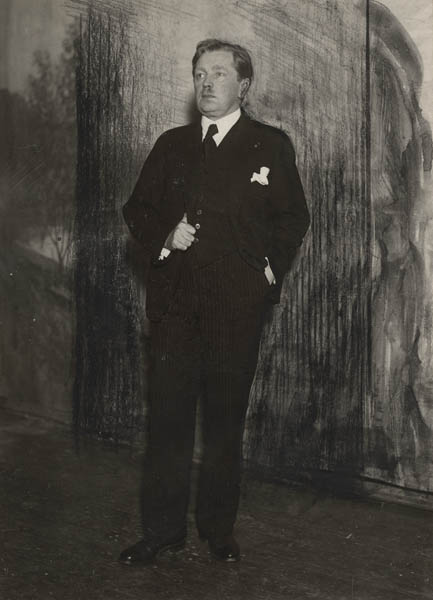
Urho Toivola.

Urho Konstantin Vilpitön Toivola (till 1906 Kröger), född 17 oktober 1890 i Heinola, död 11 september 1960 i Helsingfors, var en finländsk journalist och diplomat. Han var far till Joel Toivola.
Toivola filosofie kandidat 1914, var bland annat tjänsteman vid Ungfinska partiet/Framstegspartiet 1916–1919 och tillhörde det sistnämndas radikala vänsterflygel, som förordade en försonlig politik mot förlorarna i finska inbördeskriget. Han var i motsats till flertalet av sina generationskamrater anglosaxiskt orienterad och tjänstgjorde 1919–1925 vid legationerna i London och Paris. Han utsågs 1925 till chefredaktör för Turun Sanomat, en post han tvingades lämna sedan han uttryckt alltför stark sympati för socialdemokraterna, till vilka han därefter gick över. Han satt 1933–1936 även i Finlands riksdag på Framstegspartiets mandat. År 1938 återvände han till utrikesförvaltningen och var till 1939 chef för utrikesministeriets pressavdelning samt legationsråd i Washington, D.C., under fortsättningskriget. Efter kriget var han sändebud i Ottawa 1947–1952, Prag och Wien 1953–1957. Han utgav 1946 boken Amerikka varoitti, där han redogjorde för de alltmer antifinländska stämningarna i USA under kriget och röjde sin starka motvilja mot Adolf Hitler och hans regim.